# Criolitionite
La criolitionite (simbolo IMA: Cyln) è un minerale e un fluoruro molto raro del supergruppo del granato con composizione chimica Na3Al2Li3F12.
Se si riscrive la formula chimica come Na3Al2(LiF4)3 si nota una stretta analogia con la grossularia (gruppo del granato): Ca3Al2(SiO4)3 e la struttura della criolitionite è effettivamente molto simile a quella dei granati.

## Etimologia e storia
La criolitionite fu scoperta nella primavera del 1903 nel deposito di criolite di Ivittuut sul fiordo di Arsuk a Sermersooq, in Groenlandia, dall'ingegnere minerario M. E.-F. Edwards. Niels Viggo Ussing descrisse il nuovo minerale nel 1904 e lo chiamò criolitionite a causa della sua somiglianza con la criolite e del suo alto contenuto di litio (Cryolite e Lithium), sottolineando anche la relazione con il granato.
Georg Menzer chiarì la struttura del minerale a Berlino nel 1927 e confermò la relazione strutturale della criolitionite con il granato. Una nuova indagine strutturale del 1971 condotta da S. Geller confermò i risultati di Menzer.

## Classificazione
La classificazione strutturale dell'Associazione Mineralogica Internazionale (IMA) classifica la criolitionite nel supergruppo del granato, dove è l'unico minerale con 3 cariche positive sulla posizione reticolare coordinata tetraedrica.
Già nell'ottava edizione della sistematica minerale di Strunz, che è obsoleta dal 1977, la criolitionite apparteneva alla classe dei minerali degli "alogenuri" e quindi alla sottoclasse dei "doppi alogenuri", dove veniva elencata insieme a boldyrevite, chukhrovite, creedite, elpasolite, gearksutite, jarlite, criolite, tikhonenkovite, usovite e yaroslavite con le quali formava il "gruppo della criolite-elpasolite" con il numero di sistema III/B.03.
Nella Sistematica dei lapis (Lapis-Systematik) di Stefan Weiß, che è stata rivista l'ultima volta nel 2018 e si basa formalmente sulla edizione della sistematica di Strunz per rispetto verso i collezionisti privati e le collezioni istituzionali, al minerale è stato assegnato il numero di sistema e minerale III/B.03-010. Questo corrisponde anche alla classe dei "doppi alogenuri", dove la criolitionite forma un gruppo senza nome con il numero di sistema III/B.03 insieme a bøgvadite, calcjarlite, colquiriite, elpasolite, fluornatrocoulsellite, jarlite, jørgensenite, criolite e simmonsite.
La nona edizione della sistematica dei minerali di Strunz, che è stata aggiornata l'ultima volta dall'Associazione Mineralogica Internazionale (IMA) nel 2009, e che è stata poi continuata dal database "mindat.org", classifica la criolitionite nella classe "3. Alogeni" e da lì nella sottoclasse "3.C Alogeni complessi"; questa è ulteriormente suddivisa in base al tipo e alla struttura dei complessi di fluoruro, in modo che il minerale possa essere trovato nella suddivisione "3.CB Neso-alluminofluoruri" in base alla sua composizione e struttura, dove è l'unico membro del sistema nº 3.CB.05.
Nella sistematica dei minerali di secondo Dana, che viene utilizzata principalmente nel mondo di lingua inglese, la criolitionite ha il sistema e il numero minerale 11.06.04.01. Ciò corrisponde anche alla classe degli "alogenuri" e quindi alla sottoclasse "alogenuri complessi - fluoruri di alluminio", dove il minerale è l'unico membro di un gruppo senza nome con il numero di sistema 11.06.04 all'interno della suddivisione "alogenuri complessi - fluoruri di alluminio con varie formule".

## Abito cristallino
La criolitionite cristallizza nel sistema cubico nel gruppo spaziale Ia3d (gruppo nº 230) e il parametro del reticolo a = 12,122 Å e 8 unità di formula per cella unitaria.
La struttura è quella del granato. Il sodio (Na+) occupa la posizione {\displaystyle {\ce {X}}}, che è dodecaedrica circondata da 8 ioni ossigeno, l'alluminio (Al3+) occupa la posizione {\displaystyle {\ce {Y}}}, che è ottaedrica circondata da 6 ioni ossigeno, e il litio (Li+) occupa la posizione {\displaystyle {\ce {Z}}}, che è tetraedrica circondata da 4 ioni ossigeno.

## Origine e giacitura
Si presenta in cristalli o masse bianche spesso strettamente associata a criolite dalla quale non è facilmente distinguibile, salvo nei casi in cui la criolite sia di colore grigio (diversamente dalla criolitionite che è sempre bianca candida).
La criolitionite si forma nella fase tardiva di cristallizzazione delle pegmatiti ricche di fluoro e litio. Nella sua località tipo, il deposito di criolite a Ivittuut sull'Arsukfjord a Kommuneqarfik Sermersooq, Groenlandia, è stata trovata sotto forma di cristalli di dimensioni da qualche centimetro a qualche decimetro racchiusi in criolite. Qui si trovano criolite e criolitionite insieme a quarzo, fluorite e siderite.
Nella miniera di criolite di Gasberg Topaz vicino a Miass sui monti Ilmen, nell'Oblast' di Čeljabinsk nel circondario federale degli Urali (Russia), sono state trovate aderenze di criolite e criolitionite in una drusa larga un metro di una pegmatite granitica. Al contatto con il granito, la criolitionite si è verificata insieme alla chiolite e alla fluorite.
Nella pegmatite di Zapot vicino a Hawthorne nella Contea di Mineral (Nevada, Stati Uniti), ci sono massicce aderenze cristalline fini di criolitionite con criolite, simmensonite e tracce di elpasolite e topazio. Questa paragenesi primaria è stata parzialmente convertita in pachnolite, weberite, prosopite, ralstonite, fluorite e una seconda generazione di criolitionite.
Inoltre, il minerale è stato rilevato solo in un'altra pegmatite negli Urali meridionali (deposito di Suran) e in un affioramento di prodotti atmosferici giallo-brunastri vicino al Rio Verde a San Luis Potosí, in Messico.

## Forma in cui si presenta in natura
I cristalli rombodecaedrici sono incolori e trasparenti e raggiungono una dimensione fino a 17 cm.